# Misión Santa Clara de Asís
Mission Santa Clara de Asís conocida también como Misión Santa Clara de Asís, es una parroquia católica, ubicada en la ciudad de Santa Clara, California, Estados Unidos. La misión, que fue la octava en California, fue fundada el 12 de enero de 1777 por la orden franciscana. Llamada así por Santa Clara de Asís, quien fundó la orden de las Clarisas y fue una de las primeras compañeras de San Francisco de Asís, esta fue la primera misión de California en ser nombrada en honor de una mujer. Es considerada un Hito Histórico Nacional de los Estados Unidos.
Es el homónimo tanto de la ciudad como del condado de Santa Clara, así como de la Universidad de Santa Clara, que se construyó alrededor de la misión. Esta es la única misión ubicada en los terrenos de un campus universitario. Aunque arruinado y reconstruido seis veces, el asentamiento nunca fue abandonado, y hoy funciona como la capilla universitaria de la Universidad de Santa Clara.

## Historia

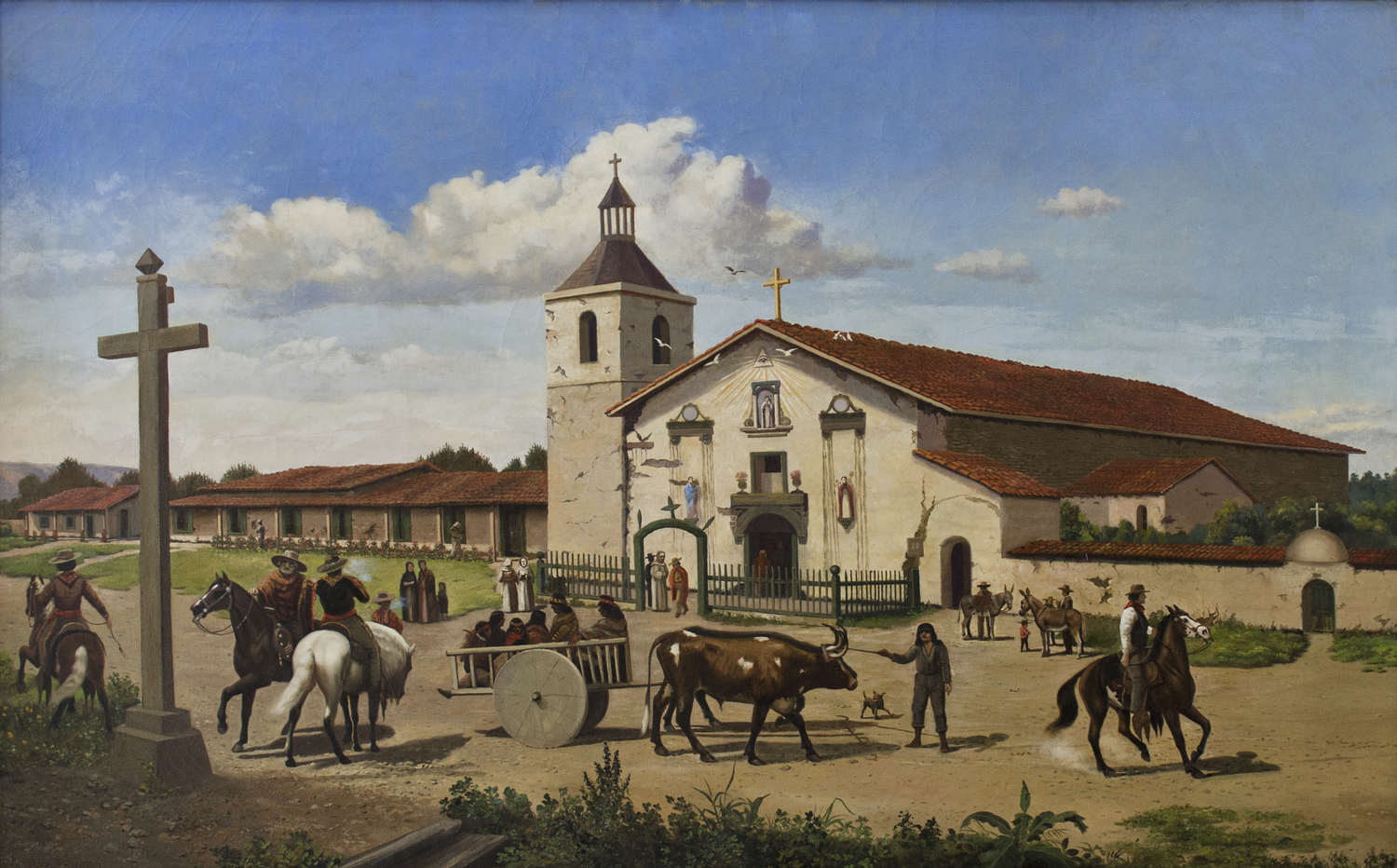
Pintura de Mission Santa Clara, 1849.

El puesto de avanzada se estableció originalmente como "La Misión Santa Clara de Thamien" (o "Misión Santa Clara de Thamien", una referencia al pueblo Thamien) en la aldea indígena de "So-co- is-u-ka  (que significa "BosquedeLaurel", ubicado en el Río Guadalupe) el 12 de enero de 1777. Allí los hermanos franciscanos erigieron una cruz y un refugio para que la adoración lleve el cristianismo a los pueblos Ohlone y Costanos. Las inundaciones, incendios y terremotos dañaron muchas de las primeras estructuras y forzaron la reubicación a terrenos más altos. El segundo sitio se conoce como Misión Santa Clara de Asís. Un sitio posterior de la misión que data de 1784 a 1819 se encuentra a varios cientos de yardas al oeste del paso elevado De La Cruz de la pista Caltrain; Además, se han descubierto varios sitios de enterramiento de nativos americanos cerca de este sitio posterior. El sitio actual, hogar de la primera universidad en Alta California, se remonta a 1828.
Inicialmente, había tensión entre la gente de la misión y los del cercano Pueblo de San José (Pueblo de San José) por los derechos de propiedad en disputa de la tierra y el agua. La tensión se alivió cuando doscientos indígenas construyeron una carretera, La Alameda (San José), para unir a las comunidades. Los domingos, la gente de San José venía a la misión para los servicios, hasta la construcción de iglesia de San José en 1803. En ese año, la misión de Santa Clara informó tener una población indígena de 1.271. En el mismo informe tabular, su sacerdote residente calculó que 10,000 reses, 9,500 ovejas, 730 caballos, 35 mulas y 55 cerdos estaban en tierras de misión, mientras que se habían cosechado alrededor de 3,000 fanegas de grano (220 libras (100 kg) cada una de trigo, cebada o maíz).

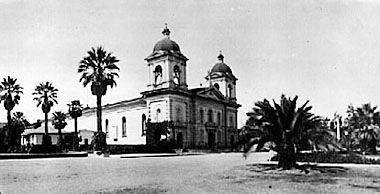
Misioón Santa Clara de Asís, hacia 1910

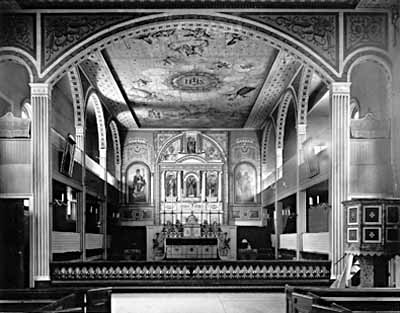
Una vista hacia el altar de la capilla de la Misión Santa Clara de Asís, exquisitamente ornamentada, hacia 1897

Después de la ley de secularización mexicana de 1833, México vendió la mayor parte de la tierra y el ganado de la misión. La tierra de la misión se subdividió y la tierra se vendió a quien pudiera pagarla, lo que a menudo significaba que se vendía a funcionarios del gobierno y que la mitad de la tierra de la misión iba a manos de los nativos americanos. La mayoría de los edificios continuaron siendo utilizados como iglesia parroquial, a diferencia de las otras misiones en California. En 1836, la misión de nativos americanos fue "liberada" por el gobierno mexicano. La tierra local cerca de la misión había cambiado drásticamente en los 60 años de operación de la misión bajo los españoles y muchas de las plantas nativas necesarias para la supervivencia de los nativos americanos habían desaparecido, lo que requería un cambio del estilo de vida anterior para muchos nativos americanos. Muchos nativos americanos huyeron al  Valle Central de California, otros se quedaron localmente y trabajaron para los nuevos ranchos. Había algunas aldeas nativas americanas pequeñas y de corta vida establecidas alrededor del Área de la Bahía en 1839; Muchos de estos pueblos no podían mantenerse por sí mismos, por lo que comenzaron a asaltar los ranchos cercanos.
En 1850, California se convirtió en estado. Con ese cambio, los sacerdotes de la orden Compañía de Jesús tomaron el control de la Misión Santa Clara de Asís en 1851 de manos de los franciscanos. El padre John Nobili, S.J., fue puesto a cargo de la misión. Comenzó una universidad en el sitio de la misión en 1851, que se convirtió en Universidad de Santa Clara; es la única misión de formar parte de una universidad, y también es la universidad más antigua de California. A lo largo de la historia de la misión, las campanas han sonado fielmente todas las noches, una promesa hecha al rey Carlos III de España cuando envió las campanas originales a la misión en 1777. Pidió que las campanas se tocaran cada noche en 8:30 en memoria de los fallecidos, aunque las campanas reales han sido reemplazadas por una grabación. El campanario tiene tres campanas; uno fue donado por el rey Carlos IV pero posteriormente destruido en un incendio. El rey Alfonso XIII donó una campana de reemplazo, que se exhibe en el "Saisset Museum" (en la misión).